# クージョ

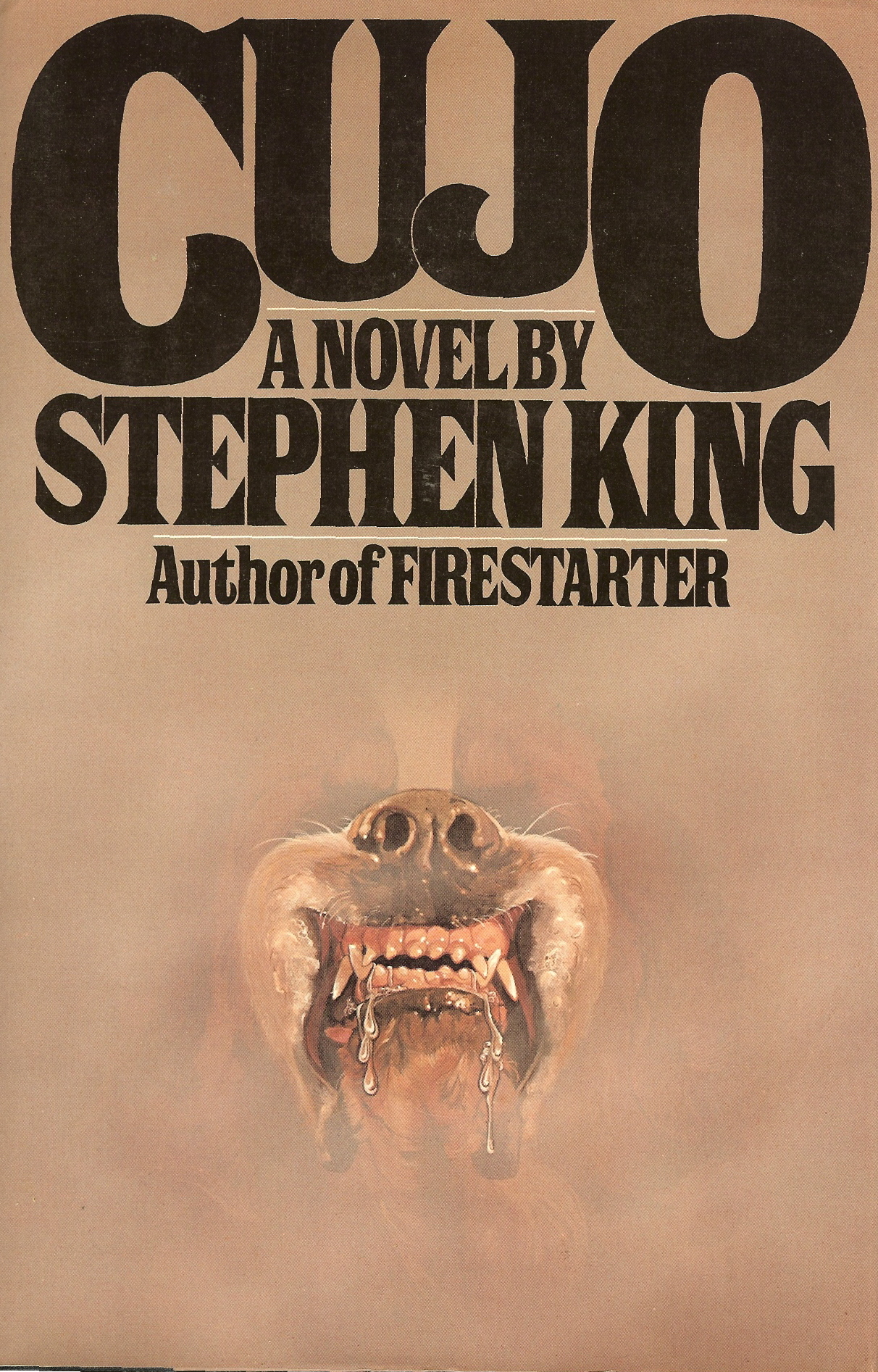

『クージョ』（Cujo）は、1981年に発表されたスティーヴン・キングの長編小説。
1983年に監督ルイス・ティーグ、主演ディー・ウォーレスで映画化されている（訳題は『クジョー』）。
題名の「クージョ」は、本作品の核をなしている、狂犬病に罹患した巨大（体重200ポンド＝約90kg）なセント・バーナード犬の名称。

## あらすじ
メイン州キャッスルロックに住む2つの家庭を中心に物語は進んで行く。
1つはトレントン家。最近、ニューヨークからキャッスルロックに引っ越してきた。主のヴィックは事業に失敗しており、妻のドナと4歳になる息子のタッドを置いて、キャッスルロックを離れている。
もう1つは、キャンバー家。キャッスルロックの郊外で長い間、自動車修理工を営んでいる。主のジョーと妻チャリティー、10歳になる息子ブレット。それに体重200ポンド（約91キログラム）の子供好きなセント・バーナードのクージョ。チャリティーが買った宝くじが当たり、コネチカット州に住んでいる妹のところへ子供と2人で観光旅行に行くことを計画。一方のジョーは妻子が留守の間にボストンへ遊びに行こうと密かに計画していた。
キャンバー家の近くでウサギを追っていたとき、クージョはコウモリに鼻を噛まれ、狂犬病をうつされてしまう。チャリティーとブレッドがコネチカットへ旅立った後、狂犬病を発症したクージョは自分でも理由の判らぬ苛立ちから、キャンバー家の隣人を噛み殺す。隣家の様子を見たジョーは官憲に電話しようとするが、クージョはジョーをも噛み殺してしまう。
ドナとタッドは、フォード・ピントを修理に出すためにキャンバー家にやってきたが、前庭に着いたところで車が動かなくなってしまった。ドナがジョーを探しているとクージョがドナとタッドに襲いかかってきた。ドナとタッドはフォード・ピントの車内へと逃げ込むが、太陽の熱で車内の温度は次第に上昇して行く。
ドナと連絡が取れなくなったヴィックはキャッスル・ロックに戻り、警察に捜索を依頼する。州警察は、キャンバー家へ保安官を派遣したが、保安官もクージョに殺される。
ドナは保安官が殺されるところ目撃すると共に、タッドが脱水症で死に瀕していることに気付いた。タッドを救うため、ドナはバットを手にクージョに反撃に出る。ドナはクージョの頭を何度も打ち据え、ついにクージョを殴り殺した。ヴィックもようやくキャンバー家へ到着するが、タッドは既に息を引き取っていた。ドナは病院へ搬送され、クージョの死体は検死の後、焼却された。
数か月後。クージョに噛まれたドナは、狂犬病に感染していたが治癒した。ヴィックとドナは息子を失った悲しみを抱えたまま生活を続けている。チャリティーとブレッドはウィリーという名の狂犬病予防注射を受けた子犬を飼い始めた。

## 登場人物
ヴィク・トレントン
広告代理業。
ドナ
ヴィクの妻。
タッド
ヴィクとドナの息子。
ジョー・キャンパー
自動車修理業。クージョの飼い主。クージョに殺される。
チャリティ
ジョーの妻。
ブレット
ジョーとチャリティの息子。
クージョ
キャンパー家の飼い犬。今回の惨事の元凶。
ジョージ・バナーマン
キャッスル郡保安官。

## 日本語訳
- クージョ（1983年、訳：永井淳、新潮文庫）ISBN 978-4102193037

## 関連事項
- キャッスルロック：本作の舞台となる架空の町。キング作品の舞台としてしばしば登場する。
- スタンド・バイ・ミー (小説)：この作品に登場するゴミ捨て場の番犬チョッパーについて、「少なくとも二十年後にジョー・キャンパーの飼い犬のクージョが狂犬病にかかるまで」この近辺で一番恐れられていたという話が出てくる[1]。